# Philipp Gerschlauer

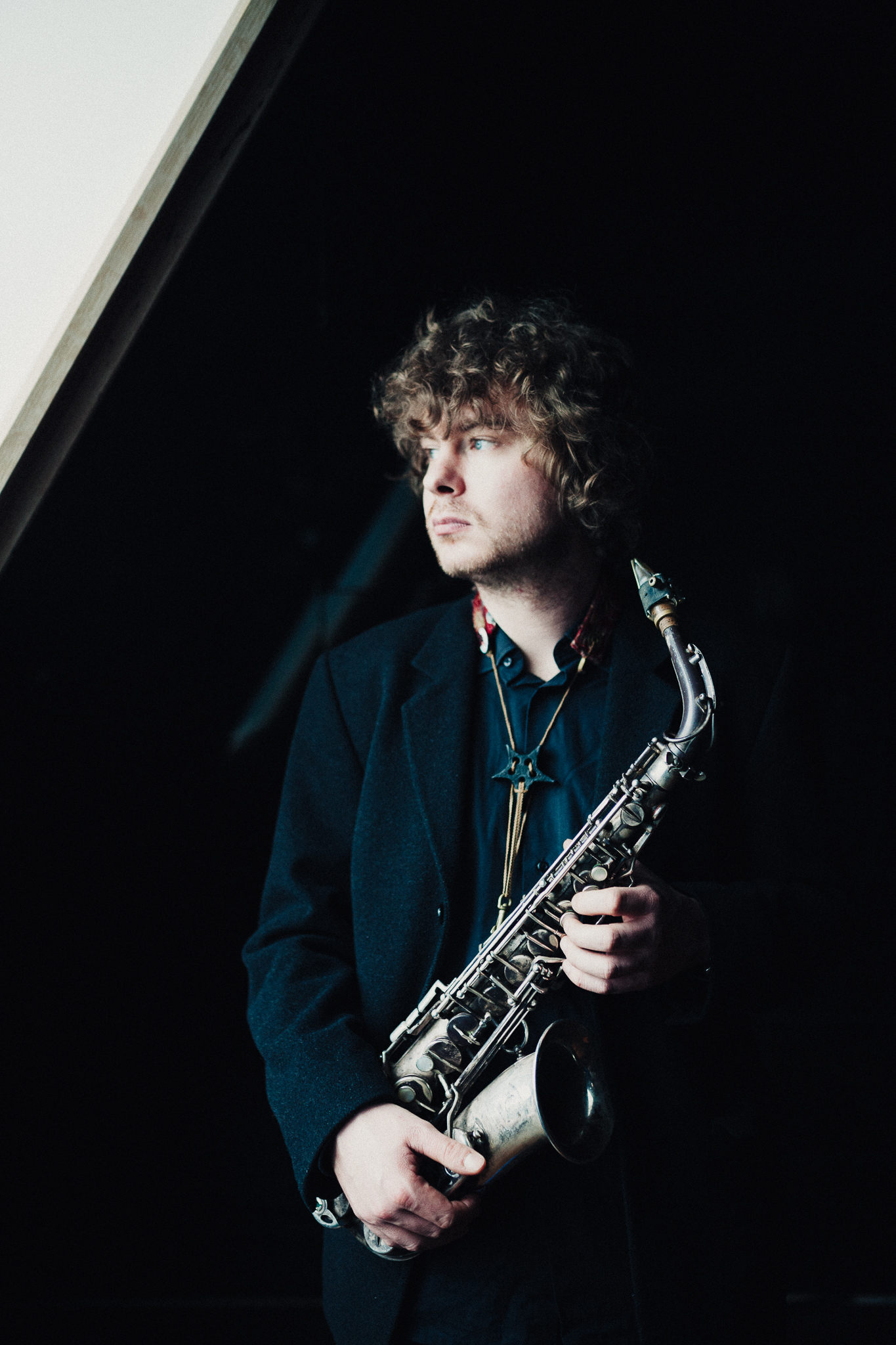
Philipp Gerschlauer

Philipp Gerschlauer (* 30. September 1986 in Lich) ist ein deutscher Altsaxophonist und Komponist.

## Leben und Wirken
Gerschlauer wuchs in Laubach auf und erhielt im Alter von sieben Jahren Saxophonunterricht und im Alter von zehn Jahren Klavierunterricht. Von 2003 bis 2007 war er Jungstudent für Klassisches Saxophon an der Hochschule für Musik und Darstellende Kunst in Frankfurt am Main in der Klasse von Achim Rinke-Bachmann.
Zwischen 2004 und 2010 war Gerschlauer Mitglied im Landesjugendjazzorchester Hessen unter Leitung von Wolfgang Diefenbach (dort war er an drei Alben beteiligt).
Von 2007 bis 2009 studierte er an der Johannes Gutenberg-Universität Mainz Jazzsaxophon bei Steffen Weber und Thomas Bachmann. 2009 wechselte er ans Jazz-Institut Berlin (Universität der Künste/Hanns Eisler), um bei Peter Weniger zu studieren. 2012 zog er nach New York City, um an der New York University bei Schlagzeuger Tony Moreno, Saxophonist Chris Potter und Vibraphonist Stefon Harris Jazzsaxophon im Masterstudiengang zu studieren, welches er 2014 erfolgreich abschloss.
2007 gründete Gerschlauer die Band Besaxung mit Felix Roßkopf, Thomas Sauerborn und Oliver Lutz (für den dann 2012 Reza Askari einwechselte). Als Bandleader veröffentlichte er mit dieser Band die CDs "Besaxung" (2009), "Hotzenwald" (2011) und "Go!" (2014).
2010 wurde er vom Deutschlandfunk als Vertreter Deutschlands zum European Jazz Orchestra entsandt, wo er unter der Leitung von Tadej Tomšič spielte.
2017 veröffentlichte er mit David Fiuczynski die CD "Mikrojazz – neue eXpressionistische Musik" (mit Jack DeJohnette, Matt Garrison und Giorgi Mikadze / RareNoise Records), zu der er die meisten Kompositionen beisteuerte. Die Aufnahme stieß international auf große Zustimmung bei Kritikern und Publikum und wurde von "The New York City Jazz Record" auf Platz 2 der besten Jazzalben des Jahres 2017 gewählt.
2018 schlug Philipp Gerschlauer musikalisch neue Wege ein und begann Orgel zu erlernen. Seitdem gibt er Konzerte, bei denen er sich beim Saxophonspielen auf der Orgel begleitet und diese Instrumente simultan spielt. Hieraus entstand seine CD "Celestial Church Music" (2018).
Tourneen führten ihn nach Russland, Rumänien, Litauen, Kroatien, Japan, die USA, Vietnam, Südkorea, die Volksrepublik China, Polen, Dänemark, Slowenien, Tschechien, Österreich, Slowakei, Jordanien, Syrien, Palästina, Israel und den Libanon. Er gibt Workshops und Masterclasses an verschiedenen Universitäten.
Philipp Gerschlauer lebt mit seiner Lebensgefährtin in Berlin und hat eine Tochter.

## Musik
In seinem musikalischen Wirken beschäftigt er sich mit den kompositorischen und improvisatorischen Möglichkeiten mikrotonaler Musik. Das Zusammenführen mikrotonaler Harmonik und Melodik mit Groove sind Teil seines Schaffens. Dazu zählen die Verwendung eines mikrotonalen Keyboards, mit welchem mikrotonale Skalen und Klänge in einem Jazzkontext eingesetzt werden können. Durch die Veröffentlichung einer mikrotonalen Grifftabelle für Altsaxophon erweiterte er die Spieltechnik des Instruments signifikant. Diese Tabelle umfasst rund 650 Griffe und mit ihr lassen sich über 128 Tonschritte auf dem Instrument realisieren.

### Auszeichnungen und Stipendien
2009: Sieger des Bundeswettbewerbs Jugend Jazzt mit Besaxung, zudem Solistenpreis des Wettbewerbs.
2010: Jazz Me-Preis der Stadt Heidelberg mit Besaxung
2010-2014: Stipendiat der Studienstiftung des Deutschen Volkes
2012-2014: Auslandsstipendium des Deutschen Akademischen Austauschdienstes (DAAD)
2012-2014: Talent´s Pool Scholarship der New York University
2020: Arbeitsstipendium des Deutschen Studienzentrums in Venedig

## Diskographische Hinweise
- Besaxung (2009, mit Felix Roßkopf, Oliver Lutz, Thomas Sauerborn)
- Besaxung Hotzenwald (2011, mit Felix Roßkopf, Oliver Lutz, Thomas Sauerborn)
- Besaxung Go! (2014, mit Felix Roßkopf, Reza Askari, Thomas Sauerborn)
- Philipp Gerschlauer & David Fiuczynski Mikrojazz (2017, RareNoise Records, mit Jack DeJohnette, Matt Garrison, Giorgi Mikadze)